# Хааг, Эрвин
Эрвин Хааг (венг. Haág Ervin; 11 января 1933, Мошонмадьяровар, Мошон — 23 октября 2018) — венгерский шахматист, шахматный журналист и функционер, международный мастер (1961), международный мастер ИКЧФ (1960), мастер-тренер Венгрии (1985).

## Шахматная карьера
Серебряный призёр чемпионата Венгрии 1966 года. Бронзовый призёр чемпионатов Венгрии 1961 и 1967 годов. Чемпион Венгрии по переписке 1958 года. Серебряный призёр чемпионата Венгрии по переписке.
В составе сборной Венгрии участник двух командных чемпионатов Европы (бронзовая медаль в 1961 и серебряная в 1970 году). Также в составе национальной сборной участвовал в четырех командных первенствах мира среди студентов (1955—1959; 1955 и 1959 — бронзовые медали).
В составе сборной Венгрии серебряный призёр командного чемпионата мира по переписке (заочной олимпиады 1977—1982 годов).
Победитель мемориала Асталоша 1961 года (1—2 места с И. Е. Болеславским).
Член президиума Венгерской шахматной федерации с 1971 года. Президент Шахматной федерации Венгрии с 1979 по 1984 год.
Занимался тренерской работой. Наиболее известные подопечные — И. Чом, П. Лукач, А. Шнейдер, Л. Черна, Т. Толнаи.
Окончил факультет прикладной математики Будапештского университета. Работал программистом в текстильной отрасли. С 1972 по 1979 год работал в книжном издательстве «Lapkiadó Vállalat», в это же время был главным редактором журнала «Magyar Sakkélet».

## Семья
Отец — Янош Хааг, юрист, шахматный арбитр (национального уровня) и организатор.

## Книги
В соавторстве с Д. Форинтошем автор двух книг, посвящённых шахматным дебютам:
- Petroff Defence, 1992, ISBN 0-02-028561-2
- Easy Guide to the 5.Nge2 king’s Indian, 2000, ISBN 1-85744-245-8

## Изменения рейтинга
| Графики недоступны из-за технических проблем. См. информацию на Фабрикаторе и на mediawiki.org. |